# Warmingia buchtienii
Warmingia buchtienii är en orkidéart som först beskrevs av Rudolf Schlechter, och fick sitt nu gällande namn av Schltr., Leslie Andrew Garay och Eric Alston Christenson. Warmingia buchtienii ingår i släktet Warmingia och familjen orkidéer.
Artens utbredningsområde är Bolivia. Inga underarter finns listade i Catalogue of Life.